# Granulicella pectinivorans
Granulicella pectinivorans es una bacteria gramnegativa del género Granulicella. Descrita en el año 2010. Su etimología hace referencia a degradación de pectina. Es aerobia e inmóvil. Tiene un tamaño de 0,8-1 μm de ancho por 1,5-15 μm de largo. Forma colonias de color entre rosa claro a rojo. Produce grandes cantidades de polisacárido extracelular. Temperatura de crecimiento entre 2-33 °C, óptima de 18-22 °C. Catalasa y oxidasa positivas. Es sensible a los antibióticos: lincomicina, novobiocina y kanamicina. Resistente a ampicilina, cloranfenicol, gentamicina, estreptomicina y neomicina. Tiene un contenido de G+C de 59,1%. Se ha aislado del musgo Sphagnum en Bakchar, región de Tomsk, Rusia.